# Stavenhagen
 Stavenhagen város a Németország Mecklenburg-Elő-Pomeránia tartományában.

## Városrészek
Következik  városrészek léteznek: 
Basepohl, Basepohl Am See, Klockow, Kölpin, Neubauhof, Pribbenow  és Wüstgrabow.

## Története
Írott forrásban elsőként 1230-ban tűnik fel Stovenhage nevén.
1364-ben a település város lett.
A barokk kastély 1740-ben épült.

## Turistalátványosságok

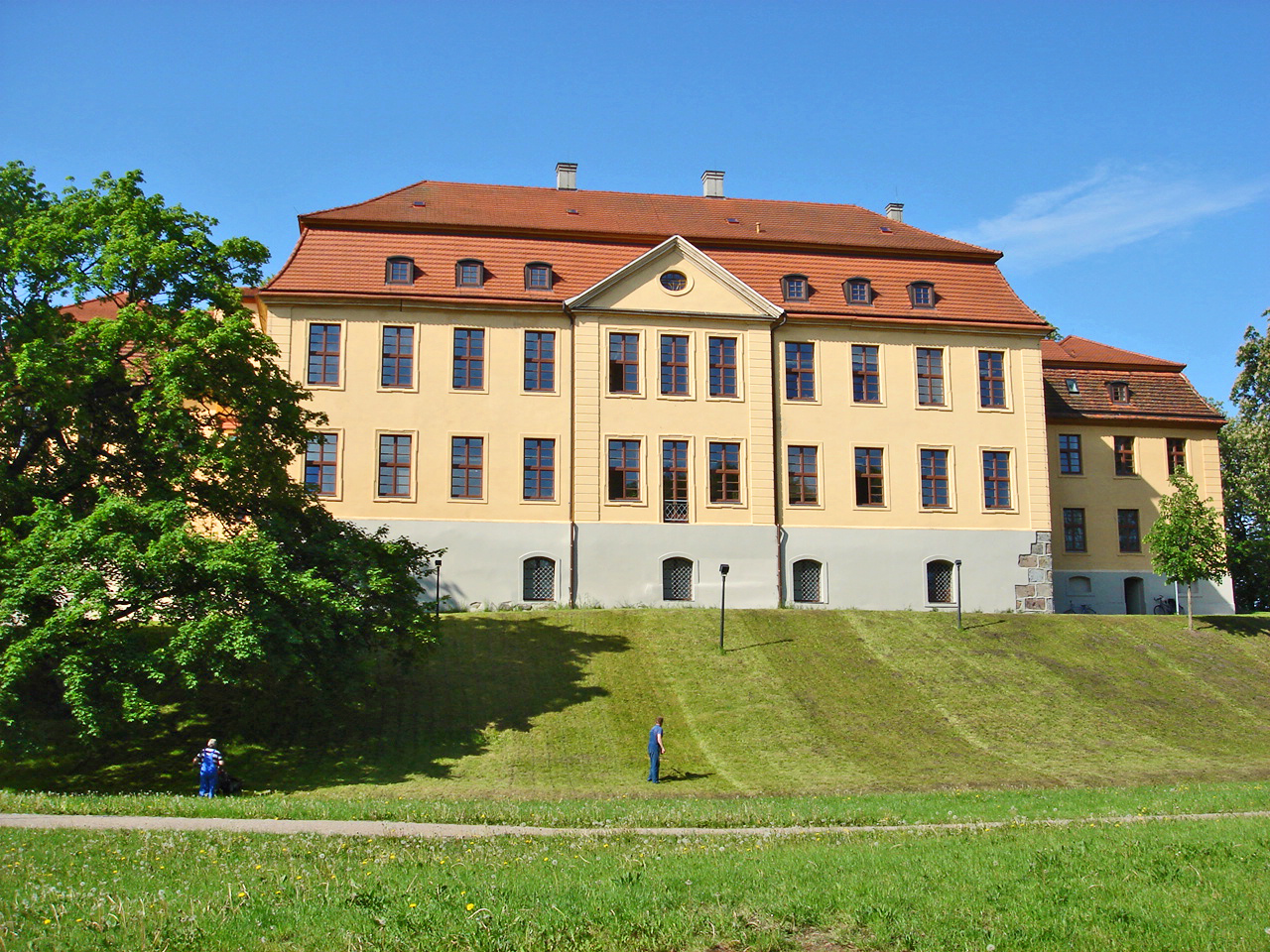
barokk kastély Stavenhagen

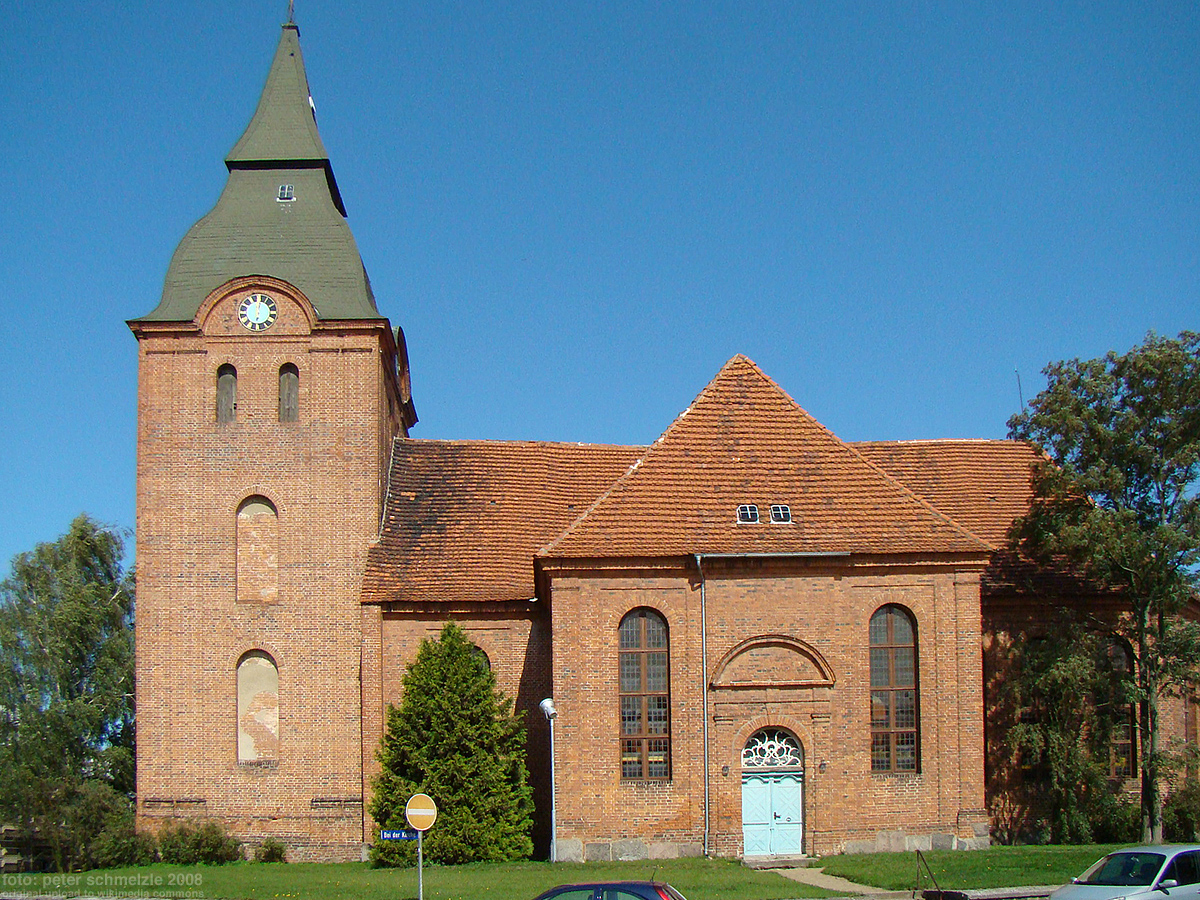
a városi templom

- A  barokk kastély Stavenhagen
- A Fitz Reuter múzeum
- A templom

## Gazdaság
- krumplifeldolgozó gyár
- tejfeldolgozó gyár

## A város szülöttei
- Fritz Reuter (1810–1874), költő
- Anke Behmer (* 1961)  atléta

## Fordítás
- Ez a szócikk részben vagy egészben  a   Stavenhagen című német Wikipédia-szócikk fordításán alapul.  Az eredeti cikk szerkesztőit annak laptörténete sorolja fel. Ez a jelzés csupán a megfogalmazás eredetét és a szerzői jogokat jelzi, nem szolgál a cikkben szereplő információk forrásmegjelöléseként.